# Qatar Ladies Open 2013 - Qualificazioni singolare
Le qualificazioni del singolare del Qatar Ladies Open 2013 sono state un torneo di tennis preliminare per accedere alla fase finale della manifestazione. I vincitori dell'ultimo turno sono entrati di diritto nel tabellone principale. In caso di ritiro di uno o più giocatori aventi diritto a questi sono subentrati i lucky loser, ossia i giocatori che hanno perso nell'ultimo turno ma che avevano una classifica più alta rispetto agli altri partecipanti che avevano comunque perso nel turno finale.

## Giocatrici

### Teste di serie
1. Julija Putinceva (Qualificata)
2. Anastasija Rodionova (Qualificata)
3. Zhang Shuai  (primo turno)
4. Vera Duševina (Qualificata)
5. Dar'ja Gavrilova (ultimo turno, Lucky Loser)
6. Maria Elena Camerin (primo turno)
7. Valerija Solov'ëva (primo turno)
8. Caroline Garcia (Qualificata)

1. Bethanie Mattek-Sands (Qualificata)
2. Tadeja Majerič (Qualificata)
3. Kathrin Wörle (primo turno)
4. Ljudmyla Kičenok (primo turno)
5. Mervana Jugić-Salkić  (ultimo turno, Lucky Loser)
6. Ekaterina Byčkova (Qualificata)
7. Nadežda Kičenok (Qualificata)
8. Valentina Ivachnenko  (ultimo turno)

### Qualificate
1. Julija Putinceva
2. Anastasija Rodionova
3. Bethanie Mattek-Sands
4. Vera Duševina

1. Tadeja Majerič
2. Nadežda Kičenok
3. Ekaterina Byčkova
4. Caroline Garcia

### Lucky Losers
1. Dar'ja Gavrilova

1. Mervana Jugić-Salkić

## Tabellone qualificazioni

### 1ª sezione
|  | Primo Turno | Primo Turno       | Primo Turno      | Primo Turno | Primo Turno |  |  | Ultimo Turno | Ultimo Turno     | Ultimo Turno | Ultimo Turno | Ultimo Turno |  |
|  |             |                   |                  |             |             |  |  |              |                  |              |              |              |  |
|  | 1           | Julija Putinceva  | 6                | 2           | 7           |  |  |              |                  |              |              |              |  |
|  |             | Marta Domachowska | 0                | 6           | 5           |  |  | 1            | Julija Putinceva | 3            | 6            | 6            |  |
|  |             | Iryna Burjačok    | Iryna Burjačok   | 6           | 6           |  |  |              | Iryna Burjačok   | 6            | 1            | 4            |  |
|  | 12          | Ljudmyla Kičenok  | Ljudmyla Kičenok | 3           | 0           |  |  |              |                  |              |              |              |  |

#### 2ª sezione
|  | Primo Turno | Primo Turno          | Primo Turno          | Primo Turno | Primo Turno |  |  | Ultimo Turno | Ultimo Turno         | Ultimo Turno         | Ultimo Turno | Ultimo Turno |  |
|  |             |                      |                      |             |             |  |  |              |                      |                      |              |              |  |
|  | 2           | Anastasija Rodionova | Anastasija Rodionova | 6           | 6           |  |  |              |                      |                      |              |              |  |
|  | WC          | Maria Sakkarī        | Maria Sakkarī        | 2           | 2           |  |  | 2            | Anastasija Rodionova | Anastasija Rodionova | 6            | 6            |  |
|  |             | Michaela Hončová     | 6                    | 2           | 6           |  |  |              | Michaela Hončová     | Michaela Hončová     | 2            | 4            |  |
|  | 11          | Kathrin Wörle        | 3                    | 6           | 4           |  |  |              |                      |                      |              |              |  |

#### 3ª sezione
|  | Primo Turno | Primo Turno           | Primo Turno           | Primo Turno | Primo Turno |  |  | Ultimo Turno | Ultimo Turno          | Ultimo Turno          | Ultimo Turno | Ultimo Turno |  |
|  |             |                       |                       |             |             |  |  |              |                       |                       |              |              |  |
|  | 3           | Zhang Shuai           | Zhang Shuai           | 4           | 5           |  |  |              |                       |                       |              |              |  |
|  |             | Abigail Spears        | Abigail Spears        | 6           | 7           |  |  |              | Abigail Spears        | Abigail Spears        | 3            | 4            |  |
|  | WC          | Janette Husárová      | Janette Husárová      | 0           | 0           |  |  | 9            | Bethanie Mattek-Sands | Bethanie Mattek-Sands | 6            | 6            |  |
|  | 9           | Bethanie Mattek-Sands | Bethanie Mattek-Sands | 6           | 6           |  |  |              |                       |                       |              |              |  |

#### 4ª sezione
|  | Primo Turno | Primo Turno           | Primo Turno           | Primo Turno | Primo Turno |  |  | Ultimo Turno | Ultimo Turno         | Ultimo Turno         | Ultimo Turno | Ultimo Turno |  |
|  |             |                       |                       |             |             |  |  |              |                      |                      |              |              |  |
|  | 4           | Vera Duševina         | Vera Duševina         | 6           | 6           |  |  |              |                      |                      |              |              |  |
|  |             | Anastasіja Vasyl'jeva | Anastasіja Vasyl'jeva | 0           | 3           |  |  | 4            | Vera Duševina        | Vera Duševina        | 6            | 6            |  |
|  | WC          | Justyna Jegiołka      | Justyna Jegiołka      | 3           | 1           |  |  | 13           | Mervana Jugić-Salkić | Mervana Jugić-Salkić | 0            | 1            |  |
|  | 13          | Mervana Jugić-Salkić  | Mervana Jugić-Salkić  | 6           | 6           |  |  |              |                      |                      |              |              |  |

#### 5ª sezione
|  | Primo Turno | Primo Turno        | Primo Turno        | Primo Turno | Primo Turno |  |  | Ultimo Turno | Ultimo Turno     | Ultimo Turno     | Ultimo Turno | Ultimo Turno |  |
|  |             |                    |                    |             |             |  |  |              |                  |                  |              |              |  |
|  | 5           | Dar'ja Gavrilova   | Dar'ja Gavrilova   | 7           | 6           |  |  |              |                  |                  |              |              |  |
|  |             | Kristina Barrois   | Kristina Barrois   | 65          | 2           |  |  | 5            | Dar'ja Gavrilova | Dar'ja Gavrilova | 2            | 4            |  |
|  |             | Vladimíra Uhlířová | Vladimíra Uhlířová | 1           | 2           |  |  | 10           | Tadeja Majerič   | Tadeja Majerič   | 6            | 6            |  |
|  | 10          | Tadeja Majerič     | Tadeja Majerič     | 6           | 6           |  |  |              |                  |                  |              |              |  |

#### 6ª sezione
|  | Primo Turno | Primo Turno         | Primo Turno     | Primo Turno | Primo Turno |  |  | Ultimo Turno | Ultimo Turno    | Ultimo Turno    | Ultimo Turno | Ultimo Turno |  |
|  |             |                     |                 |             |             |  |  |              |                 |                 |              |              |  |
|  | 6           | Maria Elena Camerin | 64              | 6           | 4           |  |  |              |                 |                 |              |              |  |
|  |             | Veronika Kapšaj     | 7               | 1           | 6           |  |  |              | Veronika Kapšaj | Veronika Kapšaj | 4            | 62           |  |
|  | WC          | Alexandra Riley     | Alexandra Riley | 0           | 1           |  |  | 15           | Nadežda Kičenok | Nadežda Kičenok | 6            | 7            |  |
|  | 15          | Nadežda Kičenok     | Nadežda Kičenok | 6           | 6           |  |  |              |                 |                 |              |              |  |

#### 7ª sezione
|  | Primo Turno | Primo Turno        | Primo Turno        | Primo Turno | Primo Turno |  |  | Ultimo Turno | Ultimo Turno      | Ultimo Turno      | Ultimo Turno | Ultimo Turno |  |
|  |             |                    |                    |             |             |  |  |              |                   |                   |              |              |  |
|  | 7           | Valerija Solov'ëva | Valerija Solov'ëva | 3           | 1           |  |  |              |                   |                   |              |              |  |
|  |             | Zarina Dijas       | Zarina Dijas       | 6           | 6           |  |  |              | Zarina Dijas      | Zarina Dijas      | 1            | 3            |  |
|  | WC          | Cara Black         | Cara Black         | 2           | 2           |  |  | 14           | Ekaterina Byčkova | Ekaterina Byčkova | 6            | 6            |  |
|  | 14          | Ekaterina Byčkova  | Ekaterina Byčkova  | 6           | 6           |  |  |              |                   |                   |              |              |  |

#### 8ª sezione
|  | Primo Turno | Primo Turno            | Primo Turno     | Primo Turno | Primo Turno |  |  | Ultimo Turno | Ultimo Turno         | Ultimo Turno         | Ultimo Turno | Ultimo Turno |  |
|  |             |                        |                 |             |             |  |  |              |                      |                      |              |              |  |
|  | 8           | Caroline Garcia        | Caroline Garcia | 6           | 6           |  |  |              |                      |                      |              |              |  |
|  |             | Natalie Grandin        | Natalie Grandin | 2           | 3           |  |  | 8            | Caroline Garcia      | Caroline Garcia      | 6            | 6            |  |
|  |             | Aleksandrina Najdenova | 1               | 7           | 5           |  |  | 16           | Valentina Ivachnenko | Valentina Ivachnenko | 1            | 4            |  |
|  | 16          | Valentina Ivachnenko   | 6               | 6           | 7           |  |  |              |                      |                      |              |              |  |